# Ken Hensley
Ken Hensley (24 de agosto de 1945 – 4 de novembro de 2020) foi um tecladista, guitarrista e cantor britânico, tendo liderado a banda Uriah Heep durante seus anos de ouro, sendo também seu principal compositor nos anos 70. Seu estilo de tocar o órgão Hammond foi um dos mais influentes na história do rock, juntamente a outros ícones como Richard Wright,Jon Lord e Keith Emerson.

## Biografia
Kenneth William David Hensley nasceu em Londres, Inglaterra, no dia 24 de agosto de 1945. Aprendeu a tocar guitarra aos 12 anos, e mais tarde passou a ter o órgão Hammond como seu principal instrumento quando teve como companheiro na banda The Gods o guitarrista Mick Taylor, que mais tarde se juntaria aos Rolling Stones.
Em dezembro de 1969, Hensley se juntou ao quarteto Spice, que com sua entrada mudou o nome para Uriah Heep. Uma das mais lendárias bandas inglesas de hard rock, tendo influenciado milhares de artistas posteriormente, desconhecidos ou conhecidos (como Queen, Iron Maiden e King Diamond, por exemplo).
Compositor de mão cheia, Hensley foi responsável por cerca de noventa por cento do material clássico do conjunto. Além disso, tocava órgão Hammond, piano e sintetizadores, guitarra e violão, e fazia vocais de apoio ou principais. Com o Uriah Heep, Ken ficou até 1980, tendo gravado discos seminais como Look At Yourself, Demons And Wizards, The Magician's Birthday e Sweet Freedom.
Na década de 1980 Ken se juntou ao grupo norte-americano de southern rock Blackfoot, com quem gravou um par de discos, antes de se aposentar por vários anos, até seu retorno já no final da década de 1990. Embora sua carreira solo tenha se iniciado ainda nos tempos do Uriah Heep, foi com seu disco solo A Glimpse Of Glory que ele retomou o gosto pelo estúdio e pelos palcos. Sucederam-se novos lançamentos.
Em maio de 2000 Ken se reuniu ao vocalista John Lawton e ao baixista Paul Newton, e se apresentaram no Corrib Rest, em Londres, Inglaterra. A partir daí foi formada a Hensley Lawton Band, que excursionou pela Europa durante um ano, deixando apenas um registro ao vivo (The Return). O grupo se dividiu em 2001 entretanto, com Hensley formando uma nova banda, chamada Free Spirit, que contava com o guitarrista Dave Kilminster (John Wetton, Keith Emerson, Roger Waters), o baixista Andy Pyle (ex-Wishbone Ash, Savoy Brown, Blodwyn Pigs, Gary Moore, etc.) e o baterista Pete Riley (Keith Emerson). O Free Spirit excursionou até 2002, não deixando registros oficiais.
Desde 2002 Ken Hensley vinha gravando novos discos e fazendo concertos esparsos para promovê-los. Seus músicos de apoio variaram, com exceção da All-Stars Viking Band, formada por músicos escandinavos que frequentemente se reuniam para alguns shows junto a Hensley, culminando com o evento anual Ken Hensley Summer Party, um mini-festival realizado na Noruega no meio do ano.
Em 2006, Hensley fechou contrato com a gravadora Membran International para o lançamento de seu mais novo disco, Blood On The Highway. Trata-se de uma ópera rock, onde as composições de Hensley são interpretadas por diferentes cantores: Glenn Hughes, Jørn Lande, John Lawton, Eve Gallagher, e o próprio Ken. Uma série de concertos especiais, contando com a presença de Ken Hensley e sua banda de apoio Live Fire (ex-All-Stars Viking Band), mais os vocalistas convidados que participaram do disco em 2007.
O músico morreu em 4 de novembro de 2020, aos 75 anos.

## Discografia

### Solo
- Proud Words On A Dusty Shelf (1973)
- Eager To Please (1975)
- Free Spirit (1980)
- The Best Of Ken Hensley (1990)
- From Time To Time (1994)
- A Glimpse Of Glory (1999)
- Ken Hensley Anthology (2000)
- Running Blind (2002)
- The Last Dance (2003)
- The Wizard's Diary (2004)
- Cold Autumn Sunday (2005)
- Elements - Anthology 1968 To 2005 (2006)
- Inside The Mystery (2006)
- Blood On The Highway (2007)
- Live Fire (DVD, 2007)
- Blood On The Highway (DVD, 2008)
- Love… And Other Mysteries (2012)
- Live Tales (2013)

### Com Uriah Heep
- Very 'Eavy Very 'Umble (1970)
- Salisbury (1970)
- Look At Yourself (1971)
- Demons And Wizards (1972)
- The Magician's Birthday (1972)
- Uriah Heep Live (1973)
- Sweet Freedom (1973)
- Wonderworld (1974)
- Return To Fantasy (1975)
- The Best Of Uriah Heep (1975)
- High And Mighty (1976)
- Firefly (1977)
- Innocent Victim (1977)
- Fallen Angel (1978)
- Conquest (1980)
- Live At Shepperton '74 (1986)
- Live In Europe 1979 (1986)
- Still 'Eavy Still Proud (1990)
- Rarities From The Bronze Age (1991)
- The Lansdowne Tapes (1994)
- A Time Of Revelation (1996)
- Live In San Diego 1974 (1997)
- Chapter & Verse - The Uriah Heep Story (2005)

### Com The Gods
- Genesis (1968)
- To Samuel a Son (1970)
- The Gods Featuring Ken Hensley (1976)

### Com Head Machine
- Orgasm (1970)

### Com Toe Fat
- Toe Fat (1970)

### Com Weed
- Weed…! (1971)

### Com Blackfoot
- Siogo (1983)
- Vertical Smiles (1984)
- KBFH presents Blackfoot Live 1983 (1998)

### Com Hensley Lawton Band
- The Return (2001)
- Salisbury Live (2001)

### Com John Wetton
- More Than Conquerors (2002)
- One Way Or Another (2002)

### Com Ken Hensley & Live Fire
- Faster (2011)
- Live Fire LIVE (2013)
- Trouble (2013)

## DVDs
- The Magician's Birthday Party (2002) - Uriah Heep ao vivo com Ken Hensley e John Lawton, ao vivo em Londres em 2001
- More Than Conquerors (2002) - Ken Hensley & John Wetton + banda, ao vivo em Londres em 2001
- The Wizard's Diary (2004) - documentário sobre a gravação do disco homônimo
- Classic Heep/Live From The Byron Era - duplo (2004) - Uriah Heep ao vivo com Ken Hensley e David Byron, ao vivo entre 1972 e 1976
- Live Fire (2007) - Ken Hensley & Live Fire band (ao vivo em 2005)
- Making of 'Blood On The Highway' (2007) - documentário sobre a gravação do disco
- Blood On The Highway/The Special Release Concert - duplo (2008) - Ken Hensley & Live Fire band + convidados (ao vivo em 2007)

## Livros
- Uriah Heep - 10 Jahre Rockmusik (Markus Ott & Ken Hensley, 1980)
- When Too Many Dreams Come True - The Ken Hensley Story (autobiografia, 2006)